# Pietro Colonna (cardinal, 1766)
Pour les articles homonymes, voir Colonna et Pietro Colonna (cardinal, 1288).
Pietro Colonna, dit Piettro Pamphilj (né le 7 décembre 1725 à Rome, alors capitale des États pontificaux et mort le 4 décembre 1780 à Vérone) est un cardinal italien du XVIIIe siècle. 
Il est un petit-neveu du cardinal Carlo Colonna (1706) et le frère du cardinal Marcantonio Colonna (1759). Les autres cardinaux de la famille Colonna sont Giovanni Colonna (1212), Giacomo Colonna (1278), Pietro Colonna (1288), Giovanni Colonna (1327), Agapito Colonna (1378), Stefano Colonna (1378), Oddone Colonna (1405, le pape Martin V), Prospero Colonna (1426), Giovanni Colonna (1480), Pompeo Colonna (1517), Marco Antonio Colonna, seniore (1565), Ascanio Colonna (1586), Girolamo Colonna (1627), Prospero Colonna (1739), Girolamo Colonna di Sciarra (1743) et Prospero Colonna di Sciarra (1743). 
Quand il est créé cardinal, Pietro Colonna prend le nom de Pietro Pamphilj, le dernier nom de son grand-père.

## Biographie
Pietro Colonna exerce diverses fonctions au sein de la Curie romaine, notamment au Tribunal suprême de la Signature apostolique. Il est nommé archevêque titulaire de Colosses (de) en 1760 et est envoyé comme nonce apostolique en France.
Le pape Clément XIII le crée cardinal lors du consistoire du 26 septembre 1766, avec dispensation, parce que son frère est déjà membre du Collège des cardinaux. Il est camerlingue du Sacré Collège en 1777.
Le cardinal Colonna participe au conclave de 1769, lors duquel Clément XIV est élu pape, ainsi qu'au conclave de 1774-1775 (élection de Pie VI).

## Succession apostolique
Pietro Colonna a ordonné les évêques suivants :
- Évêque Francesco Lorenzo Massajoli (1768)
- Évêque Giovanni Donato Durante (1768)
- Archevêque Giovanni Crisostomo de Clugny, O.F.M.Conv. (1770)
- Évêque Giovanni Evangelista Stefanini (1771)
- Évêque Benedetto Pucilli (it) (1775)
- Évêque Giuseppe Pannilini (it) (1775)
- Évêque Zacharias Coccopalmieri (de) (1779)